# Rodney Paavola
Rodney Paavola (né le 21 août 1939 à Hancock (Michigan) et mort le 3 décembre 1995 à Marquette (Michigan)) est un joueur américain de hockey sur glace. Lors des Jeux olympiques d'hiver de 1960, il remporte la médaille d'or.

## Palmarès
- Médaille d'or aux Jeux olympiques de Squaw Valley en 1960